# آن هوبنجر
آن هوبنجر (بالألمانية: Anne Hubinger) مواليد 31 يوليو 1993 في ريبنيتس-دامغارتن، ألمانيا، هي لاعبة كرة يد ألمانية تلعب كظهير أيمن. مثلت منتخب ألمانيا لكرة اليد للسيدات.

## سجل المنافسة
شاركت في البطولات التالية:
- بطولة العالم لكرة اليد للسيدات 2013
- بطولة العالم لكرة اليد للسيدات 2015
- بطولة أوروبا لكرة اليد للسيدات 2012
- بطولة أوروبا لكرة اليد للسيدات 2016

## روابط خارجية
- آن هوبنجر على موقع الاتحاد الأوروبي لكرة اليد (الإنجليزية)